# De laatste druppel (hoorspel)
De laatste druppel is een hoorspel in twee delen van Hanns Peter Karr. Höhenflug werd op 28 november 1981 door de Westdeutscher Rundfunk uitgezonden. Loes Moraal vertaalde het en  de AVRO zond het uit in 1990 (precieze data voorlopig onbekend). De regisseur was Hero Muller.

## Delen
- Deel 1 (duur: 25 minuten)
- Deel 2 (duur: 26 minuten)

## Rolbezetting
- Hans Karsenbarg (Hannes)
- Michiel Kerbosch (Dieter)
- Wim de Meyer (Charlie)
- Hans Veerman (Benrath)
- Brûni Heinke (Carolin)
- Janine Veeren (Tanja)
- Tim Beekman (Aller)

## Inhoud
Voor hoogtevluchten heeft de belastingsconsulent en accountant Benrath desnoods iets over, als het erom gaat met een sportvliegtuig van de vliegclub een paar rondjes te draaien. Zijn vriend Hannes ziet het begrip iets breder. Met handigheid, gehaaidheid en een zeer rekbaar begrip van legaliteit vertrekt de koopman, die alle watertjes heeft doorzwommem, naar de top van het maatschappelijk succes. Een hoogtevlucht van een andere soort beleeft Benrath als hij de journaliste Carolin leert kennen, bij wie hij de rust en de zekerheid denkt te vinden die hij in zijn ondertussen ontbonden huwelijk nooit heeft gehad. De beide hoogtevluchten doorkruisen elkaar echter en een botsing lijkt niet te vermijden…